# Kajgulik
Kajgulik (Histriophoca) – rodzaj ssaków z rodziny fokowatych (Phocidae). 

## Zasięg występowania
Rodzaj obejmuje jeden żyjący współcześnie gatunek występujący w wodach Morza Wschodniosyberyjskiego, Morza Czukockiego, zachodniej części Morza Beauforta i Morza Beringa, oraz Morza Ochockiego i północnego Oceanu Spokojnego na wysokich szerokościach geograficznych, od Hokkaido i północnego Morza Japońskiego po Alaskę. 

## Morfologia
Długość ciała 150–175 cm; masa ciała 70–110 kg; nowo narodzone kajguliki mierzą 90 cm przy ciężarze około 10 kg. 

## Systematyka
Rodzaj zdefiniował w 1873 roku amerykański ichtiolog, teriolog i malakolog Theodore Nicholas Gill w artykule o fokach z Alaski opublikowanym na łamach The American naturalist. Na gatunek typowy wyznaczył (oznaczenie monotypowe) kajgulika pręgowanego (H. fasciata).

### Etymologia
- Histriophoca: łac. histrio, histrionis ‘arlekin, aktor’; rodzaj Phoca Linnaeus, 1758 (foka)[7].

### Podział systematyczny
Do rodzaju należy jeden występujący współcześnie gatunek: 
- Histriophoca fasciata (A.E.W. Zimmermann, 1783) – kajgulik pręgowany

oraz wymarły gatunek z miocenu Europy:
- Histriophoca alekseevi Koretsky, 2001